# Willem Herweijer
Willem Arie Herweijer (Zevenbergen, 31 december 1906 – Brugg, Zwitserland, 7 maart 1996) was een Nederlandse ingenieur en nationaalsocialist.
Herweijer studeerde werktuigbouw aan de RWTH Aken en na het behalen van zijn diploma in 1931 werkte hij in Nederland. Hij vertrok in 1933 naar Duitsland om te werken, waar hij in 1935 in Aken promoveerde. Begin 1939 was Herweijer bedrijfsingenieur in Amsterdam.
In mei 1934 meldde hij zich aan als lid van de Nationaal-Socialistische Beweging (NSB) van Anton Mussert. Hij ontving stamboeknummer 3901. Hij was de oprichter van de kunstkring Constantijn Huygens, de culturele organisatie van de NSB. Op 1 mei 1941 werd Herweijer benoemd tot directeur-generaal van de Nederlandsche Omroep. In januari 1943 benoemde Mussert hem tot NSB-gemachtigde voor de Nederlandsche Omroep.
Op 21 maart 1945 nam Herweijer ontslag als directeur-generaal van de Nederlandsche Omroep en vluchtte hij naar Zwitserland. In Zwitserland zaten al zijn vrouw en kinderen. Daar zette hij een ingenieursbureau op. Tegen Herweijer werd na de oorlog geen proces gevoerd. Zijn zaak werd in 1951 geseponeerd . Echter in 1963 werd een verzoek aan het Ministerie van Justitie tot seponering van een strafzaak tegen hem, nog steeds woonachtig in Zwitserland, afgewezen .

## Publicaties
- W.A. Herweijer: Herdenking oprichting Nederlandsche Omroep 1943. Hilversum, Rijksradio-Omroep "Nederlandsche Omroep", 1943
- W.A. Herweijer, met medewerking van A.P. van den Hoek: Vijfhonderd jaren Herweijer. Puttershoek, Herweijer, 1985, ISBN 90-90-01024-6